# Ceblepyris
Ceblepyris is een geslacht van zangvogels uit de familie Campephagidae (rupsvogels).

## Soorten
Het geslacht bevat de volgende soorten:
- Ceblepyris caesius  –  Bosrupsvogel
- Ceblepyris cinereus  –  Madagaskarrupsvogel
- Ceblepyris cucullatus  –  Comorenrupsvogel
- Ceblepyris graueri  –  Grauers rupsvogel
- Ceblepyris pectoralis  –  Witborstrupsvogel